# جزيرة دلمونيا
جَزيرة دَلَموُنيا (Dilmunia Island) هي جزيرة اصطناعية بحرينيَّة تقع شمال شرق جزيرة المحرق وتربطها بجسر، وتتمحور حول تشكيل مركز متطور ومستقبلي للسياحة العلاجيَّة في مملكة البحرين، حيث تصل تكلفة المشروع إلى أكثر من 1.6 مليار دولار أمريكي، على مساحة تمتد إلى 125 هكتار من الأراضي التي تم استصلاحها من البحر.

## أصل التسمية
تستلهم دلمونيا اسمها من حضارة دَلمون التي قامت في جزيرة البحرين قبل خمسة آلاف سنة.

## الأساس
بدأت المرحلة الأولى من أعمال البنية التحتية الخاصة بجزيرة دلمونيا في مارس من عام 2013، أي قبل شهر واحد من وضع حجر الأساس الخاص به، وبلغت تكلفة هذه المرحلة الإجمالية ما يعادل 22.5 مليون دولار تم الإنتهاء منها في النصف الأول من عام 2015.
أما عن أعمال المرحلة الثانية التي بدأت بعد ذلك مباشرة فقد اشتملت على أعمال الكهرباء والماء وشبكات الطرق وشبكات الإتصالات، حيث تم العمل عليها على مدار عامين ونصف عام، لتنتهي مع نهاية عام 2017، ثم تبعتها المرحلة الثالثة والأخيرة التي تم الانتهاء منها عام 2019.

## مشاريع الجزيرة

### سيفيلا
يعد مشروع سيفيلا هو أول المشروعات السكنية التي تم تطويرها في جزيرة دلمونيا، حيث أنه تم إطلاقه في شهر يونيو من عام 2013، وله العديد من المميزات الفريدة، حيث أن مساحته الإجمالية تصل لحوالي 20 ألف متر مربع، ولهُ شاطئ خاص يمتد لحوالي 500 متر.
ويحتوي سيفيل على 32 وحدة فيلا، يتكون كل منها من ثلاثة أدوار بإطلالات باهرة على مياه الخليج، والمساحات الخضراء المحيطة بالمشروع، تحتوي كل وحدة فيلا على غرفة نوم على طراز الأجنحة الفندقية وغرفة ملابس ملحقة بها، وقد تم بيع هذه الوحدات في خلال أيام قليلة من إطلاق مبيعاتها.

### تمارا
يضم مشروع تمارا 37 قطعة أرض، منها 22 قطعة أمام البحر مباشرة، وبمساحات مختلفة تبدأ من 596 متر مربع وتصل إلى 1488 متر مربع، ويصل عرض كل منها إلى 15 متر على الأقل، ويتميز هذا المشروع بسهولة الوصول إليه من عدة طرق سواءً عن طريق البحر بإستخدام الدراجات المائية، أو من خلال الطريقين البريين اللذان يربطان المشروع ببقية جزيرة دلمونيا.

### ذا تريجر
تم تطوير مشروع ذا تريجر على يد شركة بن فقيه للإستثمار العقاري، والتي تعد إحدى الشركات العقارية الرائدة في مملكة البحرين، وهو أول مبنى سكني يتم تطويره على سطح جزيرة دلمونيا، بتكاليف تصل إلى 45 مليون دولار.

### حدائق دلمونيا المعلقة
استوحت مجموعة أحمد القائد للتطوير العقاري، فكرة هذا المشروع من حدائق بابل المعلقة، أحد عجائب الدنيا السبع القديمة، وقد تم تصميم حدائق دلمونيا المعلقة بحيث تُعيد إحياء هذه الفكرة، عن طريق بناء حدائق على قُمَّة المبنى، في موقع يطل على مياه الخليج العربي مباشرةً، ودمج هذا مع تصميم عصري جذَّاب ووحدات سكنية مجهزة على أعلى مستوى، وتقدم هذه الحدائق لسكان المبنى مناظر طبيعية رائعة على البحر، والتي تقوم بتقديم مستوى معيشة راقي وهادئ، بالإشتراك مع الكماليات الترفيهية التي يمكن لسكان المبنى إستخدامها، وقد افتُتحت في يونيو 2020.

### مدينة دلمونيا الصحية
تعد مدينة دلمونيا الصحية هي قلب مشروع الجزيرة الاصطناعية الذي يحمل نفس الإسم والمكون الأساسي به، وتصل مساحتها إلى حوالي 165 ألف متر مربع، وقد تم تصميم هذه الوجهة لتكون واحدة من أكبر وأهم وجهات السياحة العلاجية في المنطقة، عبر توفير الخدمات العلاجية الشاملة في جميع تخصصات الطب، والرعاية الصحية، وبرامج العلاج البديل، وإعادة التأهيل وغيرها، عبر إستخدام أحدث التقنيات والمعدات الطبية، وفريق محترف ومدرب ومجهز، كما تقدم المدينة العديد من الخدمات الطُبيَّة المدفوعة ومنها، الاستشارة والتشخيص، وعلاج الأمراض المزمنة، وجراحات التجميل، والطب البديل.

## معالم الجزيرة

### مجمع دلمونيا
يقع مُجمع دلمونيا في مكان فريد، حيث يطل على قناة دلمونيا المائية، والمُجمَّع، هو مكان التسوق والترفيه الأساسي في جزيرة دلمونيا، لتلبية احتياجات الأسرة من الترفيه والتسوق في مكان واحد، يضم المُجمَّع بوليفارد، تم تصميمه ليعطي زواره تجربة شبيهة بالتجول في شوارع أحد المدن الأوروبية ويشمل العديد من المتاجر العالمية الشهيرة.

#### أكواريوم البحرين
وهو أكبر حوض أسماك أسطواني في المنطقة، حيث افتتح في سبتمبر 2021، وبكلفة تبلغ أكثر من مليوني دينار بحريني.

### قناة دلمونيا المائية
يصل طول قناة دلمونيا المائية، والتي تمر عبر الجزيرة الاصطناعية بأكملها، إلى حوالي 1.7 كيلومتر قادمة على شكل قوس، بينما يتباين عرضها ما بين 15 مترًا على الأقل في بعض النقاط، و35 مترًا على الأكثر في بعض النقاط الأخرى على امتدادها، ويشتمل حوض القناة على العديد من المواقع السياحية والاستثمارية والترفيهية، التي تمنح زائريها إطلالات مبهرة على المياه والمناظر الطبيعية المحيطة، في جو هادئ وبعيد عن ازدحام المدينة، مثل ممرات المشاة، والجدران المائية، والنافورات، وغيرها، وقد تم افتتاحها في 2021.